# NY 32

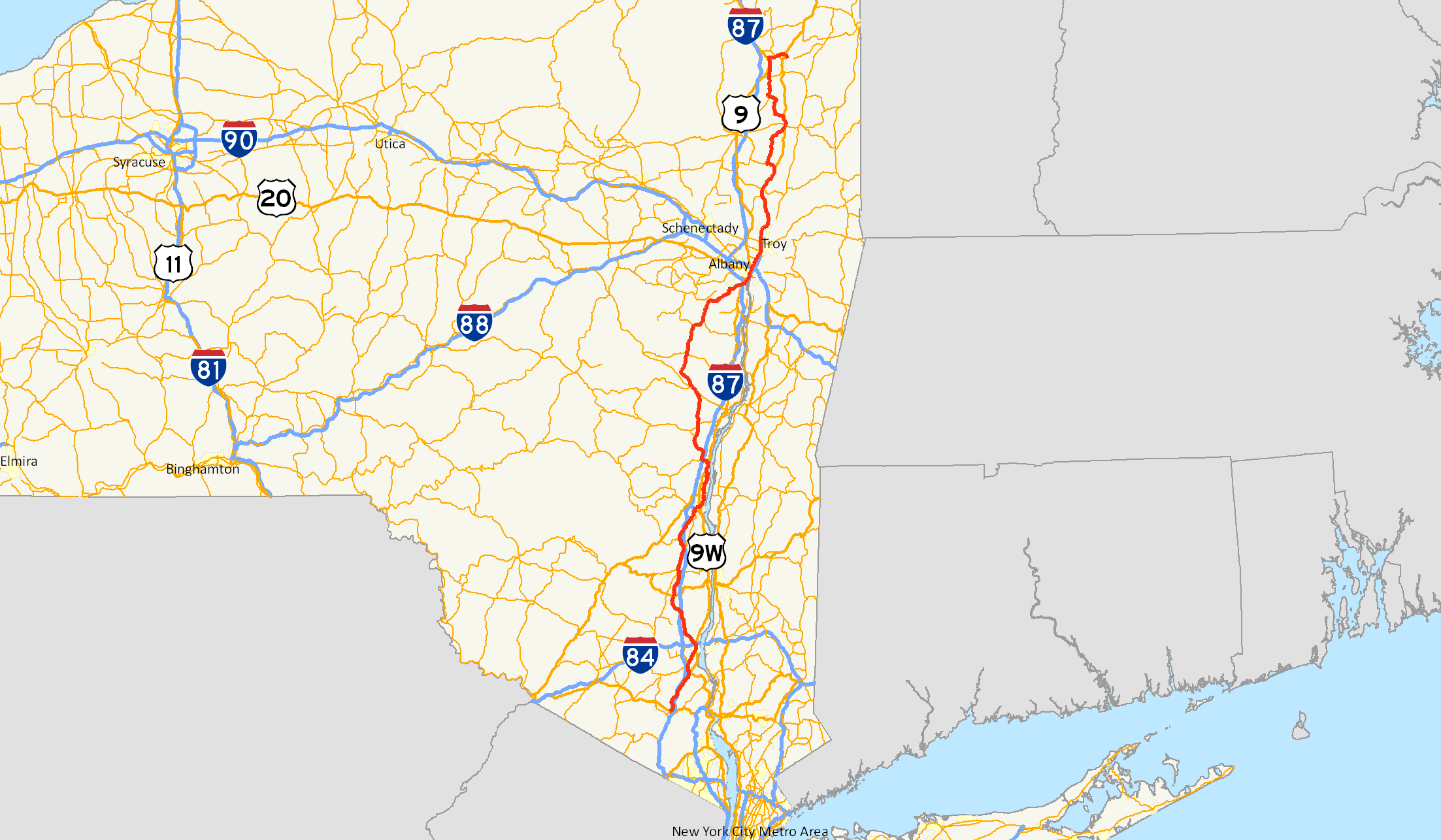
NY 32 zaznaczona na czerwono

Symbol autostrady

New York State Route 32 (NY 32) – autostrada w USA, w stanie Nowy Jork, utworzona w 1930 roku. Biegnie z północy na południe. Ma długość 284.42 km. (176.73 mil).